# Captain Phillips

Captain Phillips is een Amerikaanse biografische actiethriller uit 2013, geregisseerd door Paul Greengrass met Tom Hanks in de hoofdrol. De film is het ware verhaal van kapitein Richard Phillips.

## Verhaal
Wanneer in april 2009 het Amerikaanse vrachtschip MV Maersk Alabama voor de kust van Somalië wordt gekaapt door Somalische piraten, worden kapitein Phillips en zijn bemanningsleden gevangengenomen.

## Rolverdeling
| Acteur             | Personage                 |
| ------------------ | ------------------------- |
| Tom Hanks          | Kapitein Richard Phillips |
| Barkhad Abdi       | Muse Abduwali             |
| Barkhad Abdirahman | Bilal Adnan               |
| Faysal Ahmed       | Najee Nour                |
| Mahat M. Ali       | Elmi Malid                |
| Michael Chernus    | Shane Murphy              |
| Catherine Keener   | Andrea Phillips           |
| David Warshofsky   | Mike Perry                |
| Corey Johnson      | Ken Quinn                 |
| Chris Mulkey       | John Cronan               |
| Yul Vazquez        | Kapitein Frank Castellano |
| Max Martini        | SEAL Commandant           |

## Achtergrond
De film is gebaseerd op het boek A Captain's Duty: Somali Pirates, Navy SEALs, and Dangerous Days at Sea, waarin Richard Phillips vertelt hoe het bij de kaping van de Maersk Alabama is gegaan. Hij heeft het boek samen met Stephan Talty geschreven. Het scenario werd geschreven door Billy Ray. De opnamen van de film vonden plaats in onder meer Massachusetts en Virginia in de Verenigde Staten, Malta en Marokko. Studiopnamen werden gemaakt in Engeland. Tevens werden tijdens de filmopnames de bootbemanning en de piraten strikt gescheiden gehouden om het effect tijdens de eerste ontmoeting in de film te versterken. De film had zijn wereldpremière op 27 september 2013 op het New York Film Festival. De film werd op Rotten Tomatoes zeer positief beoordeeld.
Producent Michael De Luna won een Hollywood Film Award als producent van het jaar (2013) op het Hollywood Film Festival.